# Tombeau de la Reine Rouge
Le tombeau de la Reine Rouge est une chambre funéraire contenant probablement la dépouille de Ixik Tz'aka'ab Ajaw, également connue sous le nom d'Ahpo-Hel, qui était l'épouse de K'inich Janaab' Pakal Ier. Cette chambre funéraire se trouve dans les ruines de l'ancienne ville maya de Palenque, aujourd'hui dans le parc national de Palenque, dans l'État du Chiapas, dans le sud du Mexique.
Le 11 avril 1994, alors qu'elle effectue des exercices de fouilles, l'archéologue Fanny López Jiménez (en) découvre dans le Temple XIII de Palenque un soubassement, une porte et un couloir qui l'amenaient à trouver trois chambres, dans l'une d'elles elle trouve le sarcophage de la Reine Rouge.
Le tombeau tire son nom du fait que les restes de la femme noble et les objets dans le sarcophage sont recouverts de poudre de cinabre rouge vif lors de la découverte du tombeau.
En 2021, après avoir voyagé plus de deux ans dans plusieurs musées mexicains, les objets funéraires de la souveraine sont exposés dans un pavillon aménagé en son honneur au musée du site Alberto Ruz Lhuiller, adjacent à la zone archéologique de Palenque, au Chiapas, inauguré par le président Andrés Manuel López Obrador.